# Maharatu
Maharatu is een bestuurslaag in het regentschap Pekanbaru van de provincie Riau, Indonesië. Maharatu telt 34.138 inwoners (volkstelling 2010).